# فهرنهايت 451 (1966 فلم)
451 فهرنهايت ( بالانكليزية : Fahrenheit 451) هو فيلم دراما ديستوبيا بريطاني أخرجه
فرانسوا تروفو عام 1966. الفيلم يستند إلى رواية تحمل نفس الاسم كتبت عام 1953 من قبل
راي برادبري .
تدور أحداث الفيلم في مجتمع قمعي مستقبلي حيث ترسل الحكومة رجال الاطفاء لكي يدمروا كل الآداب بهدف منع التفكير و الثورة.

## روابط خارجية
- فهرنهايت 451 على موقع IMDb (الإنجليزية)
- فهرنهايت 451 على موقع الموسوعة البريطانية (الإنجليزية)
- فهرنهايت 451 على موقع روتن توميتوز (الإنجليزية)
- فهرنهايت 451 على موقع نتفليكس (الإنجليزية)
- فهرنهايت 451 على موقع ألو سيني (الفرنسية)
- فهرنهايت 451 على موقع Turner Classic Movies (الإنجليزية)
- فهرنهايت 451 على موقع أول موفي (الإنجليزية)
- فهرنهايت 451 على موقع فيلمافينيتي (الإسبانية)
- فهرنهايت 451 على موقع قاعدة بيانات الأفلام السويدية (السويدية)
- فهرنهايت 451 على موقع قاعدة بيانات الفيلم (الإنجليزية)